# ティーティエン (小惑星)
ティーティエン (2158 Tietjen) は小惑星帯に位置する小惑星。ハイデルベルクでドイツの天文学者カール・ラインムートが発見した。
小惑星 (86) セメレを発見したドイツの天文学者、フリードリッヒ・ティーティエンに因んで命名された。